# Скуби-Ду, где моя мумия?
«Скуби-Ду, где моя мумия?» (англ. Scooby-Doo! in Where’s My Mummy?) — девятый полнометражный рисованный мультфильм о приключениях Скуби-Ду.

## Сюжет
Скуби-Ду, Шэгги, Фрэд и Дафна отправляются в Египет, чтобы сделать сюрприз Велме, занимающейся там раскопками. По дороге они встречают кочевника Амала Али Акбара и его сокола Гора. Амал показывает им путь до Нила, который, почему-то пересох, и до места раскопок. В пути они встречают Рока Риверса, ведущего телепередачи «Фактор Страха» (англ. Fear Facers), чьи рейтинги упали, когда выяснилось, что он подделал некоторые сцены. Велма знакомит компанию с принцем Омаром Харамом и показывает древнее ожерелье, которое нашла в гробнице царицы Клеопатры. Неожиданно появляется охотник за сокровищами доктор Амелия фон Буч с подручными, чтобы ограбить могилу Клеопатры.
Вопреки воле Велмы и Омара доктор Буч и её команда пытаются вскрыть гробницу с помощью взрывчатки, невзирая на проклятие. Поднимается песчаная буря, и Омар оказывается каменной статуей. Неожиданно Велма говорит друзьям, что они не должны решать эту загадку.
Из-за ловушки, в которой все едва не погибли, Скуби и Шэгги оказываются отделены от остальных глубоким провалом. Вскоре на людей нападает армия мумий. Отделившуюся от группы Велму вскоре находят превращенную в статую. Дафна забирает ожерелье Клеопатры. Также обнаруживается армия мумий, лежащих в саркофагах и выглядящих так, будто лежат тут давно. Затем появляется призрак Клеопатры и насылает на «гостей» саранчу, а Рок превращается в камень.
В соседнем городе на Фрэда и Дафну нападают трое грабителей и крадут ожерелье Клеопатры, являющееся ключом к её сокровищнице.
Скуби и Шэгги обнаруживают Затерянный город, где их принимают за фараона Аскубиса и его верного слугу. Затем Хотэр, лидер Затерянного города, пытается скормить их Духу Песков, гигантскому скорпиону. Во время погони за ними скорпион падает в воду, и оказывается, что он — радиоуправляемый робот. Неожиданно появившийся Амал говорит, что Хотэр на самом деле — блестящий инженер-строитель по имени Армин Грейнджер, который незаконно построил плотину, перегородившую Нил.
Скуби и Шэгги находят потайную комнату, в которой есть цемент и форма для отливки в виде человеческого тела. Затем доктора Амелию фон Буч и двух её приспешников схватили мумии и затолкали приспешников в саркофаги, а оттуда вынули каменные статуи. Дафна, переодетая Клеопатрой, Фред, Амал и народ Затерянного города направляются в гробницу и устраивают схватку с армией мумий под предводительством Клеопатры.
Буч находит ещё одну мумию Клеопатры и открывает сокровищницу с помощью ключа-ожерелья, затем хватает корону Клеопатры, и сокровищницу заливает вода. Буч пытается сбежать, но на выходе из гробницы попадает в ловушку, устроенную Фрэдом, а Скуби по запаху определяет, кто скрывался под маской Клеопатры. Благодаря помощи Рока сняли большую часть гробниц.